# نهر شومال (إندونيسيا)
نهر شومال هو نهر في جاوة الوسطى، إندونيسيا.   إنه يرتفع في جبال سرايو الشمالية من جبل سلامت. نهر هاسيل بطول حوالي 109.18 كم تتدفق من الجنوب إلى الشمال، وتنتهي في بحر جافا . هو أكبر نهر في منطقة وصاية بيمالانغ، جاوة الوسطى؛ يتدفق من خلال سبع أحياء داخل تلك المنطقة. 

## جغرافية
يتدفق النهر على طول المنطقة الوسطى الشمالية من جافا مع مناخ الرياح الموسمية الاستوائية في الغالب. متوسط درجة الحرارة السنوي في المنطقة هو 25 ° C. أكثر الشهور دفئًا هو سبتمبر، حيث يبلغ متوسط درجة الحرارة حوالي 29 ° C، وأكثر الشهور برودة هو مارس، عند 22 ° C.  يبلغ متوسط هطول الأمطار السنوي 2758   مم. الشهر الأكثر رطوبة هو شهر يناير، بمتوسط 492   ملم هطول الأمطار، وأكثر الشهور جفافًا هو سبتمبر، مع 23   مم الأمطار. 

## الهيدرولوجيا

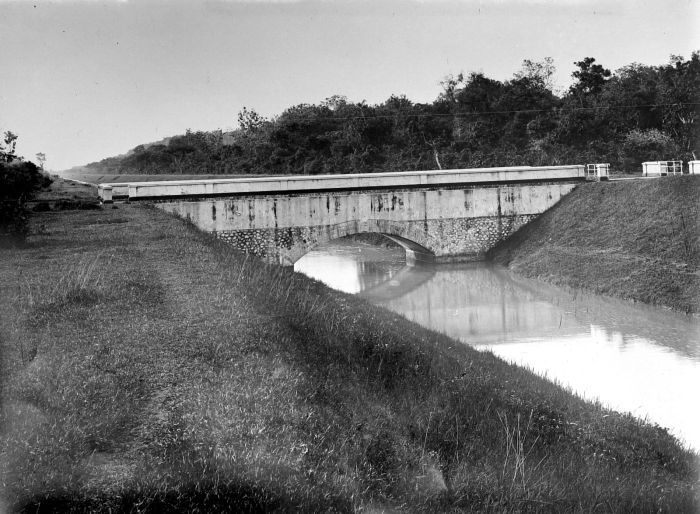
جسر وقناة يعبران القناة الثانوية المؤدية إلى التيار الرئيسي لنهر شومال. (الصورة الاستعمارية الهولندية، القرن 19 - 20).

نهر شومال هو التيار الرئيسي في حوض الصرف (الإندونيسي: daerah aliran sungai (DAS) شومال الذي يغطي مساحة 81,435.58 هكتارًا ويتكون من ثلاث مناطق إدارية: بيمالانغ و تيجال و بيكالونغان.  يقع الطابق العلوي على الحدود بين قريتي باتورسالي وبيناكير في منطقة بولوساري وتتدفق إلى بحر جاوة .

### روافد
بعض الروافد الرئيسية لنهر شومال هي:
- نهر باينغن
- نهر جرونغقانغ
- نهر باكو
- نهر واكونج
- نهر لومينينج
- نهر بولاجا
- نهر لايانجان
- نهر كروه

## الاستخدامات
يستخدم السكان على طول نهر شومال المياه للزراعة ومصائد الأسماك، إما عن طريق الصيد التقليدي أو بالشباك. المصب واسع بما يكفي لقوارب الصيادين الصغيرة للإبحار. يستخدم التصريف العالي للنهر أيضًا في الري الذي يمر ببعض البوابات أو السدود، مثل سدتي ميجاجونغ وسوكواتي. تعد منطقة المصب أيضًا وجهة شائعة للتجديف. 